# 生活協同組合コープとうきょう
生活協同組合コープとうきょう（せいかつきょうどうくみあいコープとうきょう）は、東京都に本部をおく生活協同組合。
コープネット事業連合に加盟。組合員数は110万2,590人（2006年6月現在）。
2013年（平成25年）3月21日、生活協同組合ちばコープ・生活協同組合さいたまコープと事業統合し、新組合「生活協同組合コープみらい」が発足（存続法人はさいたまコープ）。

## 沿革
- 1989年（平成元年）9月25日 - 「都民保険センター」設立[4]。日本初となる県域を越えた事業連帯組織[4]。
- 1999年（平成11年）6月11日 - 総代会で、コープネット事業連合への参加を決定[5]。
- 2001年（平成13年）
  - 8月3日 - 物流拠点「城グローサリー食品センター」内で廃食用油からディーゼル車用燃料を製造するプラントを稼働[6]。
  - 10月 - 都民保険センターを存続会社として「コープネット保険センター」を設立し、保険業務を共同化[4]。
- 2002年（平成14年）2月 - 店舗営業機能をコープネットに移管[4]。
- 2005年（平成17年）
  - 8月 - コープとうきょうの子会社協栄流通をコープネットの子会社化し、物流や配送機能を統一[4]。
  - 8月 - POS・業務システム・MDをコープネットと完全統合[4]。
- 2006年（平成18年）
  - 6月 - 商品案内本誌の名称をコープネットの「ハピ・デリ！」に統一[4]。
  - 12月 - さいたまコープ・コープとうきょうの労働組合が合併し、コープネット労働組合を設立[4]。
- 2007年（平成19年）1月 - シンボルマークをコープネットの「グリーンバルーン」に統一[4]。
- 2011年（平成23年）9月 - コープとうきょうで「夕食宅配」事業を開始[4]。
- 2013年（平成25年）3月21日 - ちばコープ、さいたまコープ、コープとうきょうが合併し、コープみらいが発足[1][2]。

## 店舗一覧
【東京23区】
足立区
- 花畑店

荒川区
- 日暮里店

板橋区
- 板橋駅前店 - 2001年（平成13年）12月にJR板橋駅前に開店した[7]。売場面積約133坪[7]。
- 高島平店
- 赤塚店

江戸川区
- なぎさ店
- 江戸川中央店
- 小岩店

葛飾区
- 亀有店

北区
- 桐ヶ丘店 ※桐ケ丘ではなく赤羽台三丁目にある。
- 田端店 - 2階建ての売場面積約220坪の店舗[8]。
- 豊島店 - 2013年（平成25年）2月15日に小型店の新標準モデルへ改装。
- 滝野川店

新宿区
- 富久店 - 2002年（平成14年）11月に移転開店した[4]。
- 戸山店 - 1973年（昭和48年）に開店した[9]。売場面積約165坪[9]。
- 落合店
- 西落合店

杉並区
- 上井草店 - 2006年（平成18年）1月に開店した[4]。
- 成田東店
- 高井戸店
- 西荻店
- 荻窪店
- 松庵店

世田谷区
- 奥沢店
- 瀬田店
- 祖師谷店 - 2003年（平成15年）9月に開店した[4]。

豊島区
- 巣鴨店
- 要町店
- 南池袋店

中野区
- 中野店
- 野方店
- 南台店

練馬区
- 関町店
- 桜台駅前店
- 氷川台駅前店

文京区
- 早稲田店
- 白山店
- 氷川下店
- 目白台店

【23区郊外】
稲城市
- 平尾店
- 若葉台店

青梅市
- 青梅新町店

小金井市
- 花小金井店
- 小金井緑町店
- 小金井ぬくい坂下店 - 小平丸新城西青果・地方卸売市場の跡地に2013年（平成25年）2月19日に出店した[10]。売場面積467坪[10]。

西東京市
- 東伏見店 - 2004年（平成16年）3月に開店した[4]。
- ひばりが丘店 - 2004年（平成16年）10月に開店した[4]。売り場面積443坪[11]。

小平市
- 鷹の台店
- 小川西町店
- 回田店

国立市
- 国立西店
- たまらん坂店

国分寺市
- 国分寺店
- 弁天通り店

立川市
- 立川店

多摩市
- 豊ヶ丘店

調布市
- 柴崎店 - 2002年（平成14年）9月に開店した[4]。
- 緑ヶ丘店
- 西調布店

八王子市
- 狭間店
- 城山手店
- 高倉店
- 北野台店

東久留米市
- 上の原店

東村山市
- 青葉町店
- 東村山駅前店

東大和市
- 上北台店 - 1999年（平成11年）11月2日に開店した[12]。マツモトキヨシがテナント出店した[12]。

日野市
- 吹上店
- 日野駅前店

府中市
- 車返店
- 府中南店

町田市
- 町田木曽店
- 成瀬店
- 鶴川店
- ときわ店

三鷹市
- 下連雀店
- 牟礼店 - 2000年（平成12年）5月に開店した[4]。

武蔵野市
- 武蔵野店